# Fräsmaschinen-Fall
Der Fräsmaschinenfall ist ein deutscher Rechtsstreit, der 1968 vom VIII. Zivilsenat des Bundesgerichtshofs entschieden wurde. Der Fall ist für die juristische Ausbildung von Bedeutung, weil in ihm komplizierte Fragen des Sachenrechts aufgeworfen werden. Der Senat hatte sich vor allem zur Auslegung des § 934 BGB (Zeitpunkt des Eigentumserwerb vom Nichtberechtigten bei Abtretung des Herausgabeanspruchs) zu äußern. Dies hat Bedeutung für die Wirkung und Grenzen des Eigentumsvorbehalts. Er gehört zu den klassischen Schulfällen in der Juristenausbildung.

## Sachverhalt (vereinfacht)
Die Klägerin veräußerte eine Fräsmaschine unter Eigentumsvorbehalt an den Erwerber H. Dieser übereignete die Fräsmaschine noch vor der vollständigen Kaufpreiszahlung im Rahmen einer Sicherungsübereignung an seine Bank C. Diese wiederum übereignete die Fräsmaschine unter Abtretung ihres Herausgabeanspruchs gegen H aus der Sicherungsabrede an die Beklagte. Die Fräsmaschine verblieb die ganze Zeit bei H.
Die Parteien stritten sich über das Eigentum an der Fräsmaschine. Das Landgericht hatte der Klage stattgegeben, das Oberlandesgericht sie abgewiesen.

## Entscheidung
Nach Ansicht des Bundesgerichtshofs war die Klägerin nicht mehr Eigentümerin der Fräsmaschine, weil die Beklagte die Maschine gutgläubig erworben habe.
H hat durch die Veräußerung unter Eigentumsvorbehalt, da der Kaufpreis noch nicht bezahlt worden war, kein Eigentum, sondern nur ein Anwartschaftsrecht erlangt. Demnach konnte auch die Bank C das Eigentum allenfalls vom Nichtberechtigten erwerben. Das setzt aber nach § 930, § 933 BGB voraus, dass ihr die Sache übergeben wird. Wie bei der Sicherungsübereignung üblich, war die Fräsmaschine aber bei H verblieben, sodass eine Übereignung scheitern musste. Die darauf gerichteten Willenserklärungen konnten aber im Wege eines „Erst-Recht-Schlusses“ nach § 140 BGB so umgedeutet werden, dass C wenigstens das Anwartschaftsrecht erwerben sollte.
Jedoch könnte die Beklagte Eigentum an der Fräsmaschine erworben haben. Wiederum kommt nur gutgläubiger Erwerb vom Nichtberechtigten in Betracht, weil C nicht Eigentümerin war. Weil die Maschine nicht übergeben wurde, sondern C der Beklagten seinen Herausgabeanspruch aus der Sicherungsabrede mit H abgetreten hatte, richtet sich der Eigentumserwerb nach § 931, § 934 BGB. Diese Vorschrift unterscheidet für den Zeitpunkt des Erwerbs danach, ob der Veräußerer – hier die C – mittelbarer Besitzer der Sache war oder nicht. Daher musste der BGH sich zunächst mit der Frage beschäftigen, ob die Unwirksamkeit der Übereignung von H an C nach § 139 BGB zur Unwirksamkeit des Besitzmittlungsverhältnisses führt, sodass C nicht mittelbarer Besitzer gewesen wäre. Das verneint das Gericht aber, da es im Interesse beider Parteien lag, dass die sicherheitsnehmende C jedenfalls das Anwartschaftsrecht des H als Sicherheit erhalten sollte.
Die Übereignung hätte aber auch daran scheitern können, dass H sich verpflichtet hatte, sowohl dem C als auch dem Kläger den Besitz zu mitteln. In der Literatur war vertreten worden und wird auch heute noch vertreten, solcher Nebenbesitz genüge nicht für mittelbaren Besitz im Sinne des § 934 BGB. Der BGH lehnt die juristische Figur des Nebenbesitzes jedoch ab und hält stattdessen den Besitzmittlungswillen des unmittelbaren Besitzers für ausschlaggebend. Der Besitzmittlungswille des H war hier ausweislich der Sicherungsabrede seitens des H auf C gerichtet. Da C somit mittelbarer Besitzer war, waren die Voraussetzungen des § 934 BGB erfüllt und die Beklagte hatte gutgläubig und gemäß § 936 lastenfrei Eigentum an der Fräsmaschine schon mit Abtretung des Herausgabeanspruchs erworben.